# Ліберман Євген Яковлевич
Євген Якович Ліберман (22 листопада 1925 Москва — 5 серпня 2003, там само) — радянський і російський піаніст, педагог, професор Російської академії музики імені Гнесіних, представник Нейгаузівської школи фортеп'янного мистецтва, автор книг і наукових праць із фортеп'янної майстерності. Відомий в Україні передусім завдяки своїй книзі «Творча робота піаніста з авторським текстом».

## Біографія
Євген Якович Ліберман народився в Москві 22 листопада 1925 року в єврейській родині. Батько, Яків Абрамович Ліберман (1889—1965), був економістом, працівником Наркомату (Міністерства) комунального господарства; мати, Анна (Сарра) Михайлівна Ліберман (1895—1987), — домогосподарка.
Усе життя Євгена Лібермана пов'язане з комплексом музичних навчальних закладів імені Гнесіних. Навчався в Московській середній спеціальній школі імені Гнесіних в класі Євгенії Борисівни Геккер. На початку Другої світової війни Євген Ліберман, якому ще не виповнилося 16 років, виявився разом із Гнесінською школою в евакуації в Ташкенті, де на короткий час став учнем великого ленінградського педагога Леоніда Володимировича Ніколаєва.
Після досягнення 18-річного віку Євген Ліберман був покликаний у Радянську армію і служив на Балтійському флоті в 1944—1946 роках. У бойових діях участі не брав. Після демобілізації 1946 року Євген Ліберман надійшов у Музично-педагогічний інститут імені Гнесіних (назва Російської академії музики імені Гнесіних з 1944 по 1992 рік) у клас професора Генріха Густавовича Нейгауза. Закінчивши ГМПІ ім. Гнесіних в 1950 році, Євген Ліберман одразу почав свою викладацьку діяльність на кафедрі спеціального фортеп'яно — спочатку в училищі, а потім, з 1959 року — в Інституті ім. Гнесіних. У 1977 році став доцентом, а в 1986-му — професором кафедри спеціального фортеп'яно. Викладацькою роботою в Академії імені Гнесіних Євген Якович займався до кінця життя, хоча в останні роки був тяжко хворий.
У 1991—1992 роках Е. Я. Ліберман працював в Ізраїлі в музичній Академії Тель-Авівського університету (тепер Buchmann-Mehta School of Music).
Помер 5 серпня 2003 року. Похований на Донському кладовищі в Москві.

## Педагогіка й концертна діяльність
Учень Генріха Нейгауза, Євген Ліберман — один з яскравих продовжувачів Нейгаузівської школи фортеп'янного виконавства.

З нарису С. Грохотова про Євгена Лібермана «За роялем з Євгеном Ліберманом» (цитується за виданням «Генріх Нейгауз і його учні», Видавництво Класика — XXI, Москва 2007)
…досить буває однієї підказаної учителем деталі — повороту кисті, опори на той чи інший палець або уявного угруповання звуків — і незручності наче й не було.

Ліберман був справжнім чарівником в механіці фортеп'янної гри. Здавалося, він знав вирішення всіх найбільш хитромудрих рухових питань і проблем. ...Відомо, наскільки важливу роль в музичних заняттях грає безпосередній показ педагога за інструментом ... від гри його йшов дивовижний емоційний посил. Досить було кількох тактів, зіграних з напруженням і захопленістю, щоб не на жарт "розпалити" учня ... У цих показах насамперед вражало якість звучання, дивовижний колорит (причому на самих поганих і розбитих інструментах) — це здавалося незбагненним.

 ...Пригадується: професор з учнем у класі. Пізній вечір. Учитель в страшному захопленні — шалений, "розпалений" Бетовеном або Шопеном...
Євген Ліберман виступав із майстер-класами в багатьох містах Радянського Союзу (серед них Магнітогорськ, Челябінськ, Новомосковськ, Воронеж, Кострома та інші), а також записав ряд озвучених посібників із виконанням і методичними коментарями.
Євген Ліберман — автор понад 50 наукових робіт на різні теми фортеп'янного виконавства, а також рецензій на виступи знаменитих музикантів (серед інших, Еміля Гілельса, Катерини Новицької та Євгена Кісіна). Статті Євгена Яковича регулярно публікували журнали «Радянська музика» і «Музичне життя».
Концертну діяльність Євген Ліберман почав рано, виступаючи щорічно із сольними концертами в Москві та інших містах колишнього СРСР. Критики відзначали широту й різноманітність концертного репертуару Євгена Лібермана, вишуканий смак й складанні програм сольних концертів. Євген Ліберман став першим в СРСР виконавцем всіх фортеп'янних сонат і фантазій Моцарта в одному сезоні (1964—1965).

## Записи
- Євген Ліберман коментує виконання сонат Моцарта [Архівовано 8 червня 2021 у Wayback Machine.] (Озвучений посібник: виконання і методичний коментар. Моцарт. Фортепіанні сонати сі бемоль мажор К.281 і сі бемоль мажор К.570. Фірма «Мелодія» Пластинки.)
- 24 прелюдії Д. Шостаковича op. 34 [Архівовано 8 червня 2021 у Wayback Machine.] — 1 961 (Шостакович. Прелюдії тв. 34 Фірма «Мелодія», пластинки. Озвучений посібник: виконання і методичний коментар)

## Книги
- Робота над фортепіанною технікою. 1971 р. Видавництво «Музика» (неодноразово перевидавалася) Перекладена і видана японською, чеською та сербською мовами.
- Творча робота піаніста з авторським текстом. 1988 р. Видавництво «Музика» (багаторазово перевидавалася).
- Фортепіанні сонати Бетховена. Випуски 1, 2, 3, 4. Аналіз особливостей музичного змісту і форми всіх фортепіанних сонат Бетховена. Видавництво «Музика» Москва 2003 р. і 2005 р.

## Статті
- Шопенівська програма С. Нейгауза. Журнал «Радянська музика». № 12, 1965 р.
- Самобутність, новизна погляду (концерт Е. Новицької). Журнал «Радянська музика». № 10, 1976 р.
- Художник — мислитель (на концертах Еміля Гілельса). Журнал «Радянська музика». № 6, 1978 р.
- Про Женю Кісіна" [Архівовано 13 листопада 2020 у Wayback Machine.] 1984 р. Анотація до платівці фірми «Мелодія» (перший сольний диск піаніста Євгена Кісіна).
- «Женя Кісін» у журналі «Мелодія». № 1, 1985 р.